# Fabrizio Verza
Fabrizio Verza (Granze, 24 aprile 1959) è un ex ciclista su strada italiano.
Professionista dal 1982 al 1985, partecipò a due edizioni del Giro d'Italia.

## Carriera
Da dilettante si impose nel Giro della Valle d'Aosta nel 1980 e nella Freccia dei Vini nel 1981. Ottenne un solo successo da professionista, il Gran Premio Industria e Artigianato di Larciano nel 1983. Fu secondo nella settima tappa del Giro d'Italia 1982, nel Giro dell'Appennino del 1984 e nel Giro di Puglia del 1985, oltre che nella classifica giovani del Giro d'Italia 1983. Fu selezionato come riserva ai mondiali del 1983. Abbandonò la carriera in seguito a un incidente contro un camion in allenamento.

## Palmarès
- 1980

Classifica generale Giro della Valle d'Aosta
- 1981

Freccia dei Vini (Vigevano)
- 1983

Gran Premio Industria e Artigianato (Larciano)

## Piazzamenti

### Grandi Giri
- Giro d'Italia

1982: 18º
1983: 23º

### Classiche monumento
- Liegi-Bastogne-Liegi

1985: 60º
- Giro di Lombardia

1984: 54º

### Competizioni mondiali
- Mondiali su strada

Praga 1981 - In linea dilettanti: ritirato